# Köln
 For alternative betydninger, se Köln (flertydig). (Se også artikler, som begynder med Köln)
Köln (især på ældre dansk: Køln, engelsk/fransk: Cologne) er Tysklands fjerdestørste by efter Berlin, Hamborg og München og har et indbyggertal på 1.087.353(2023) . Stor-Köln (Regierungsbezirk Köln) har cirka 4,4 millioner indbyggere. Byen ligger på begge sider af Rhinen i delstaten Nordrhein-Westfalen.
I middelalderen var Köln på grund af relikvier af De hellige tre Konger (jf. de tre kroner i byvåbenet) et vigtigt valfartssted, hvortil der også kom pilgrimme fra Danmark. Byen var i middelalderen en af Europas største og vigtigste byer. Da Köln ved Wienerkongressen i 1814-15 kom under Preussen, begyndte en stærk vækst i handel, finansvæsen og industri. Under nazismen blev byens 15.000 jøder drevet i eksil eller udryddet, og under 2. verdenskrig ødelagde 162 allierede luftangreb (tre med mere end 1.000 bombefly på én gang) 3/4 dele af Kölns indre by.
Köln har gennem de seneste år gennemgået et skifte fra industri- til mediemetropol. Byen er i dag en vigtig handels- og universitetsby med en dominerende rolle indenfor den tyske medieindustri. Universität zu Köln blev grundlagt i 1388 og er et af Europas ældste universiteter og har over 40.000 studerende. Siden 1960'erne har byen gjort sig internationalt kendt som en betydningsfuld kulturby med en særdeles aktiv kunst- og galleriscene. I byen findes over 30 museer samt over 100 kunstgallerier.
Byen er årligt vært for flere internationale messer som kunstmessen Art Cologne, der årligt tiltrækker omkring 60.000 besøgende, møbelmessen imm Cologne og fotomessen Photokina. Ligeledes er byen verdensberømt for parfumen Eau de Cologne og byens chokoladeproduktion. Kölner Dom er byens vigtigste vartegn og tiltrækker turister fra hele verden. Köln er også kendt for sit farverige karneval i februar og for Cologne Pride, som er Tysklands største gay-pride. Byen er kendt som den mest frisindede i Tyskland.
Byens største arbejdsplads er Ford. Flere store radio- og tv-stationer, herunder WDR, RTL og VOX har deres hovedkvarter i byen. Köln har mange bryggerier og er kendt for fremstilling af den overgærede øl Kölsch.
Den internationale lufthavn Köln/Bonn Airport er Tysklands fjerde største med 9,3 millioner passagerer i 2012. Hovedbanegården Köln Hauptbahnhof har dagligt 318.000 passagerer. Omkring 20 procent af befolkningen har indvandrerbaggrund, og de største befolkningsgrupper er oprindeligt fra Tyrkiet (61.056) og Italien (17.898).
Köln er hjemsted for fodboldklubben 1. FC Köln, der spiller i Bundesligaen og spiller hjemmekampne på RheinEnergieStadion.

## Geografi og klima
Köln ligger på begge sider af Rhinen og har et areal på 405,15 km² (på vestre Rhinbred 230,25 km², den østre 174,87 km²).
Byen ligger mellem de to højplateauer Eifel i vest og Bergisches Land i øst og er beskyttet mod vestenvinden, hvilket gør klimaet mildt. Den årlige gennemsnitstemperatur ligger på 11,9 °C, hvilket gør Köln til Tysklands varmeste by.[kilde mangler]

## Seværdigheder og historie

### Kölnerdomen
Byens mest markante bygningsværk, den 157 meter høje Kölner Dom, er Tysklands mest besøgte turistattraktion.[kilde mangler]

### Historie
Köln blev grundlagt som en romerlejr og hed colonia Claudia Ara Agrippinensis, hvor colonia er grunden til Köln og viser, at byen ved sin grundlæggelse fik status af romersk by så indbyggerne havde fulde romerske borgerrettigheder. Det var et stort og sjældent privilegium, som soldater ellers måtte tjene 20 år i romerske hjælpetropper for at få, men kan skyldes begyndende vanskeligheder med at fremskaffe rekrutter til de romerske legioner, hvor romersk borgerskab var et krav. Claudia viser, at det var kejser Claudius, der gav byens statutter i år 50. Ara ("alter") forekom sjældent i et bynavn, og viser, at alteret blev oprettet til ære for den døde kejser Augustus og Rom. Köln var dermed provinsens centrum for loyalitet mod Romerriget. Et tilsvarende alter, ara Romae et Augusti, fandtes i Lyon, hvor tre galliske provinser satte hinanden stævne for at hylde kejsermagten og diskutere fælles sager. Agrippinensis betød, at Claudius opkaldte byen efter sin kone og niece, Agrippina den Yngre (Neros mor), der var født i området under et af de felttog, hendes far Germanicus blev opkaldt efter. Allerede i antikken var Köln en storby på 98 hektar med mindst 25.000 indbyggere. Over tre km af den antikke bymur kan stadigvæk ses. Man kan stige ned i antikkens underjordiske kloakanlæg og besøge museet med de mange genstande fra romertiden.
Under 2. verdenskrig blev 70% af den indre by ødelagt. På trods af ødelæggelsen er Kölns rige historie tydelig at se i dagens bybillede: i den indre by findes 12 romanske kirker, flere end i nogen anden europæisk by.[kilde mangler]
Köln var ved årsskiftet 2015/2016 skueplads for at over 500 kvinder rapporterede at de var blevet seksuelt krænkede eller overfaldet af personer af arabisk og/eller afrikansk herkomst, bl.a. foretaget i grupper, såkaldt taharrush gamea.

### Seværdigheder
Rådhuset fra 1569 er bygget i renæssance-stil og ligger i byens gamle jødiske kvarter. I skyggen af domkirken ligger Römisch-Germanisches Museum, hvis samling vidner om Kölns rolle som vigtig handelsby i Det romerske rige.

## Kunst og kultur
Köln er kulturmetropol med mange kunstmuseer, over 100 kunstgallerier og en rigt facetteret musikscene. Museum Ludwig er et af de vigtigste museer i Köln. Museet har en stor kunstsamling, som hovedsageligt består af Pop art, abstrakt kunst og surrealisme. Museet har en af Europas største Picassosamlinger.[kilde mangler]

### Museer
- Museum Ludwig – moderne kunst, popart
- Wallraf-Richartz-Museum – kunstmuseum, middelalderkunst – 19. århundrede
- Römisch-Germanische Museum – byhistorisk museum med fokus på romertiden
- MAK, Museum für Angewandte Kunst – kunstindustri-museum
- Kölnischer Kunstverein – kunsthal
- Erzbischöfliches Diözesanmuseum – nybyggeri af arkitekten Peter Zumthor
- Käthe Kollwitz Museum – kunstmuseum
- Kölnisches Stadtmuseum – bymuseum
- Agfa-Photo-Historama – Fotografimuseum
- Museum für Ostasiatische Kunst – kunst og kunsthåndværk fra Østasien
- Rautenstrauch-Joest-Museum – kulturhistorisk museum
- Deutsches Sport & Olympia Museum
- Domschatzkammer Köln
- Duftmuseum
- Imhoff-Stollwerck-Museum – chokolademuseum
- Karnevalsmuseum
- Museum Schnütgen – religiøs kunst
- EL-DE Haus – NS-dokumentationscentrum

### Musikscene
Minimal elektronisk musik produceret i Köln – 'Sound of Cologne'- er en genre indenfor Electronica-scenen. Byens musikindustri og elektroscene arrangerer den elektroniske musikfestival c/o pop. Mange elektroniske musikspillesteder ligger i bohème-bydelen Belgisches Viertel.
Köln er Tysklands "bar-tætteste" by og er karnevalenes højborg. Gay-Pride-festivalen i juli er Tysklands største.

## Uddannelse
Kölns universitet, Universität zu Köln, blev grundlagt 1388 og har 45 000 studerende. Universitet er et af Europas ældste. Den nyeste uddannelsesinstitution er Tysklands første mediehøjskole Kunsthochschule für audiovisuelle Medien / Academy for Media Arts.
At 10 procent af Kölns befolkning er studerende sætter sit præg på byen. Især i området omkring universitetet, også kaldt latinerkvarteret Kwartier Lateng, der har sit centrum langs med Zülpicher Strasse.

## Erhvervsliv
De vigtigste brancher er: medier, forskning, IT, forsikrings- og bankvæsen samt turisme. Ca. 2,5 millioner turister overnattede i 2005 i Köln.
Köln har i de seneste årtier gennemgået et strukturændring fra industri til at være Tysklands mest udprægede medieby.
Det største firma inden for fremstillingsindustrien er Fordfabrikkerne (Ford-Werke). Fords europæiske hovedkontor, samt luftfartselskabet Lufthansa, ligger i Köln.

### Audiovisuelle medier
Medie- og kommunikationsbranchen udgør 10% af Kölns erhvervsliv med over 50.000 ansatte. Flere statslige og kommercielle tv-kanaler har hovedkontor i Köln, blandt andre RTL, WDR, VOX og nyhedskanalen N24. En stor del af Tysklands medie-, TV- og filmproduktionsselskaber har kontorer i Köln.

## Sport
Byens arena hedder RheinEnergieStadion med plads til 51 000 tilskuere. Köln var en af værtsbyerne for VM i fodbold 2006.

## Personligheder
- Konrad Adenauer
- Heinrich Böll
- Jacques Offenbach
- Karlheinz Stockhausen
- Gerhard Richter
- Günter Wallraff
- Johann Maria Farina
- Udo Kier
- Wolfgang Overath
- Nikolaus Otto
- Willy Millowitsch
- Angela Gossow